# Església de Sant Salvador de Torroella
Sant Salvador de Torroella és una església del municipi de Navars (Bages) inclosa en l'Inventari del Patrimoni Arquitectònic de Catalunya.

## Descripció
L'església de Sant Salvador de Torroella és una construcció de planta i d'estructura força irregular degut a les diferents etapes constructives i per l'especial annexió amb la veïna casa. La façana orientada a ponent amb una porta de mig punt amb grans carreus i un òcul, està endinsada dins la veïna edificació. El campanar de planta rectangular i massisses proporcions s'aixecà a llevant, coronat per una balustrada. L'església s'eixamplà amb una gran capella a migdia, a manera de transsepte, amb una coberta de doble vessant, igual que la resta de coberta de l'església, però perpendicular a aquesta.

## Història
L'església de Sant Salvador de Torroella és l'església parroquial de l'indret d'aquest nom i de Palà (topònim esmentat ja l'any 996) Aquest territori estava sota la jurisdicció dels Ducs de Cardona. L'actual església és una construcció del s.XVII (1628 i 1643 són dates d'algunes de les llindes) dins un estil poc definit de transició entre el Renaixement i el Barroc Rural.

### Torroella Vell
L'anterior església romànica estava situada al cim del turó, a uns 140 metres al sud-est del Castell de Torroella. Només se'n coneixen algunes referències tardanes que evidencien que a Torroella seguí havent-hi culte i una certa autoritat en mans del capellà. Torroella Vell és el nom que els parroquians donen a l'indret on s'erigí la primitiva església romànica de Torroella. Al segle XVII es construí l'església nova, l’actual, que va adoptar l’advocació de Sant Salvador. El motiu és que l’antiga havia quedat en desús perquè es trobava en un emplaçament molt desavinent, a dalt del turó, mentre que la nova era més accessible per als habitants de les masies.